# Tusi
Tusi (chiń. upr. 土司; pinyin tǔsī; Wade-Giles t’u-ssu) – przywódcy sprawujący władzę w obrębie cesarstwa chińskiego na etnicznie niechińskich terenach, wywodzący się z lokalnych elit ludów podbitych. Stosowany zwłaszcza za czasów dynastii Ming i Qing na południowym zachodzie Chin; mianem tym określa się też system takich pośrednich rządów (system tusi, chiń. upr. 土司制度; pinyin tǔsī zhìdù).
Dynastia Yuan po raz pierwszy trwale podbiła południowo-zachodnie tereny dzisiejszych Chin (prowincje Yunnan, Guizhou i Guangxi). Obszary te zamieszkiwało bardzo wiele ludów o różnorodnej kulturze i różnym stopniu organizacji społeczno-politycznej – od ludów zbierackich po regularne królestwa jak np. królestwo Nanzhao. Nie znały one jednak chińskiego, biurokratycznego, systemu rządów, ani nie uznawały konfucjańskich wartości, które były jego podstawą.
System tusi wywodził się z wcześniejszych systemów rządów pośrednich z czasów dynastii Tang, albo nawet dynastii Han ale ukształtował się w pełni w okresie Yuan-Ming. Wówczas to stworzono przepisy dotyczące rang, promocji i degradacji, poborów itp. Stworzono trzy kategorie tusi: urzędników lokalnych, nie-Chińczyków w chińskim systemie władzy; lokalnych wodzów, sprawujących władzę na danym terenie, lecz uznających chińską zwierzchność (czyli właściwych tusi); oraz pomniejszych urzędników w lokalnym aparacie władzy. Tusi dzielili się na cywilnych i wojskowych; nad pierwszymi sprawowało pieczę Ministerstwo Służby Państwowej, nad drugimi – Ministerstwo Wojska. Wyżsi urzędnicy mieli przyznane pobory w ryżu, ale płacono je nieregularnie, de facto odbierali je sobie z danin płaconych przez poddanych.
Tusi byli wybierani lokalnie, ale zatwierdzani przez władze cesarskie. Ich tytuły były z reguły dziedziczne, w odróżnieniu od posad w chińskiej biurokracji. Musieli zaakceptować chińską zwierzchność i wyrzec się niepodległości, ale w obrębie swego terytorium sprawowali pełną i niezależną władzę, egzekwując ją na własny, tradycyjny sposób. Administracja chińska na tych terenach była słaba i nie miała możliwości wpływania na sposób rządzenia. Tusi ustalali podatki i cła między swoimi terytoriami a sąsiednimi (chińskimi, czy innych tusi). Musieli jedynie utrzymać spokój i zapłacić podatki, a czasem także trybut, często w postaci lokalnej specjalności (np. koni, czy wosku).
Funkcję tę pełnili przywódcy klanowi i arystokraci (np. wśród Yi tzw. nzymo), królowie inkorporowanych państw (np. wśród Daiów w Xishuangbanna) itp. Czasami tusi mogli wywodzić się z innej grupy etnicznej niż ich poddani – tak było wśród Miao z północnego Yunnanu i Guizhou, którymi rządziła arystokracja Yi.
W połowie dynastii Qing, wobec zwiększającej się migracji Hanów na te tereny, co powodowało z jednej strony konflikty, a równocześnie dawało Cesarstwu lepszą bazę do tworzenia administracji, zaczęto zwiększać stopień kontroli nad tusi i wprowadzać na ich miejsce regularną administrację typu chińskiego. Powodowało to wiele konfliktów (np. powstania wśród Miao), a tytuły pokonanych tusi były z reguły likwidowane. W wielu miejscach system ten funkcjonował kilkaset lat: wśród Naxi urząd ustanowiony w XIII w. został zniesiony w 1723, a wśród Mosuo – dopiero w 1956.